# Silje Opseth
Silje Opseth (Geilo, 28 april 1999) is een Noorse schansspringster. Ze vertegenwoordigde haar vaderland op de Olympische Winterspelen 2018 in Pyeongchang.

## Carrière
Opseth maakte haar wereldbekerdebuut in december 2015 in Lillehammer. In februari 2016 scoorde de Noorse in Oslo haar eerste wereldbekerpunten. Op de wereldkampioenschappen schansspringen 2017 in Lahti eindigde ze als 31e op de normale schans, in de gemengde landenwedstrijd eindigde ze samen met Daniel-André Tande, Maren Lundby en Andreas Stjernen op de vijfde plaats. Tijdens de Olympische Winterspelen van 2018 in Pyeongchang eindigde Opseth als zestiende op de normale schans.
In december 2018 behaalde de Noorse in Lillehammer haar eerste toptienklassering in een wereldbekerwedstrijd. In Seefeld nam ze deel aan de wereldkampioenschappen schansspringen 2019. Op dit toernooi eindigde ze als elfde op de normale schans, samen met Anna Odine Strøm, Ingebjørg Saglien Bråten en Maren Lundby veroverde ze de bronzen medaille in de landenwedstrijd. In maart 2020 stond Opseth in Lillehammer voor de eerste maal in haar carrière op het podium van een wereldbekerwedstrijd.
Op 17 maart 2024 verbeterde zij in Vikersund het wereldrecord skivliegen met een sprong van 230,5 meter.

## Resultaten

### Olympische Spelen
| Jaar | Plaats      | Resultaten |
| ---- | ----------- | ---------- |
| 2018 | Pyeongchang | 16e HS106  |

### Wereldkampioenschappen
| Jaar | Plaats  | Resultaten                      |
| ---- | ------- | ------------------------------- |
| 2017 | Lahti   | 31e HS100 5e Gemengd team HS100 |
| 2019 | Seefeld | 11e HS109 · Team HS109          |

### Wereldbeker
Eindklasseringen
| Seizoen   | Algm | RAW    |
| --------- | ---- | ------ |
| 2015/2016 | 40e  |        |
| 2016/2017 | 51e  |        |
| 2017/2018 | 20e  |        |
| 2018/2019 | 16e  | 11e    |
| 2019/2020 | 10e  | Zilver |